# Harpezocatantops
Harpezocatantops is een geslacht van rechtvleugeligen uit de familie veldsprinkhanen (Acrididae). De wetenschappelijke naam van dit geslacht is voor het eerst geldig gepubliceerd in 1984 door Jago.

## Soorten
Het geslacht Harpezocatantops  is monotypisch en omvat slechts de volgende soort:
- Harpezocatantops stylifer (Krauss, 1877)